# Azusa Iwashimizu
Azusa Iwashimizu (født 14. oktober 1986) er en japansk fodboldspiller. Hun har tidligere spillet for Japans kvindefodboldlandshold.

## Japans fodboldlandshold
| Japans landshold | Japans landshold | Japans landshold |
| År               | Kmp              | Mål              |
| ---------------- | ---------------- | ---------------- |
| 2006             | 10               | 3                |
| 2007             | 13               | 2                |
| 2008             | 18               | 0                |
| 2009             | 3                | 0                |
| 2010             | 13               | 3                |
| 2011             | 17               | 0                |
| 2012             | 11               | 0                |
| 2013             | 10               | 0                |
| 2014             | 14               | 0                |
| 2015             | 10               | 0                |
| 2016             | 3                | 0                |
| Total            | 122              | 11               |